# Fracasse (théâtre, 2020)
Pour les articles homonymes, voir Fracasse.
Fracasse est une pièce de théâtre de Jean-Christophe Hembert, créée en 2020 et adaptée du roman Le Capitaine Fracasse de Théophile Gautier.

## Fiche technique
- Adaptation : Jean-Christophe Hembert et Loïc Varraut
- Mise en scène : Jean-Christophe Hembert
- Décor : Fanny Gamet, Jean-Christophe Hembert, Seymour Laval
- Costumes : Mina Ly
- Escrime : Stéphane Margot
- Musique : Clément Mirguet
- Lumières : Seymour Laval
- Masques, maquillages, coiffures : Cécile Kretschmar
- Production : Roma Production

## Distribution
- Thomas Cousseau : le baron de Sigognac
- David Ayala, Patrick Pineau ou Luc Tremblais : Blazius
- Bruno Bayeux ou Benjamin Gauthier : Matamore / Duc de Vallombreuse
- Jean-Alexandre Blanchet : Marquis de Bruyères
- François Caron :Hérode
- Jacques Chambon : Pierre / Chirriguirri
- Caroline Cons : Marquise de Bruyères
- Aurélia Dury : Isabelle
- Eddy Letexier : Lampourde
- Véronique Sacri ou Yasmina Remil : Zerbine
- Loïc Varraut : Léandre

## Élaboration de la pièce et inspirations
Dans son adaptation dans un style épique de cape et d'épée, Jean-Christophe Hembert a choisi de centrer l'histoire autour de la troupe de comédiens et de l’évolution du personnage de Sigognac, appelé à monter sur le "chariot de Thespis" pour changer de vie en espérant en retrouver le sens.
Il n'hésite pas à invoquer différentes traditions théâtrales (Kabuki, Comedia dell'arte) et intègre également à la mise en scène des éléments de culture contemporaine (manga et musique rock ou metal).
Le choix de l’œuvre est également lié aux possibilités offertes par Théophile Gautier dans la mise en avant du langage et des jeux autour des différents registres d'expression.
La pièce se veut également constituer un hommage au théâtre par la mise en abyme retraçant les vicissitudes de la vie d'une troupe de comédiens en plein XVIIe siècle. La pièce de théâtre ne reprend d'ailleurs pas la fin originale du roman. La poursuite d'une vie d’acteur au service de l'art est préférée à une vie de notable, libérée des contraintes de l'argent à la faveur d'un trésor providentiel découvert dans la cour du château des Sigognac,

## Diffusion et représentations
La première représentation prévue à l'été 2020, est reportée en raison de la crise sanitaire liée au Covid-19. La pièce a pu débuter une tournée dans toute la France à partir de l'automne 2020. La pièce pu alterner des représentations dans des salles de spectacle, des théâtres comme en extérieur.

### En 2020
- 22 octobre 2020 à L'Espace des Arts de Chalon-sur-Saône
- 6 et 7 novembre 2020 au Théâtre de Grasse
- 9 novembre 2021 à l’Avant Seine / Théâtre de Colombes
- 14 au 17 novembre 2020 à la Comédie de Clermont-Ferrand
- 24 novembre 2020 au Théâtre de l’Olivier, Istres
- 1er et 2 décembre 2020 au Liberté, Toulon
- 4 décembre 2020 au Forum, Fréjus
- 15 au 31 décembre 2020 aux Théâtre des Célestins de Lyon
- 19 et 20 janvier 2020 La Comète, Châlons-en-Champagne
- 2 février 2020 au Théâtre Alexandre Dumas, Saint-Germain-en-Laye

### En 2021
- 4 au 6 février 2021 Théâtre Sénart à Lieusaint
- 9 au 13 février 2021 au Théâtre de Caen
- 17 au 19 février 2021 au Volcan, Le Havre
- 2 mars 2021 à la MA Scène nationale, Montbéliard
- 6 et 7 mai 2021 au Théâtre Jean Vilar de Suresnes

### En 2022
- 11 au 15 janvier 2022, au Jeu de paume à Aix-en-Provence
- 12 mars 2022 au Casino Barrière à Bordeaux
- 3 au 5 avril 2022 au théâtre Le volcan du Havre
- 16 et 17 juin 2022 au château du Plessis-Macé

La pièce a également été jouée en Suisse :
- 4 mars 2021 à l’Équilibre, Fribourg
- 13 avril au 2 mai 2021 et du 27 avril au 15 mai 2022 au Théâtre de Carouge

## Accueil critique
La pièce est mentionnée en référence lors d'un colloque international sur Théophile Gautier à Paris en 2021.

## Éditions
- L'avant scène théâtre, n°1488, 6 novembre 2020